# Algarkirk
Algarkirk är en ort och civil parish  i Storbritannien.   Den ligger i grevskapet Lincolnshire och riksdelen England, i den sydöstra delen av landet, 150 km norr om huvudstaden London. Algarkirk ligger 6 meter över havet och antalet invånare är 406.
Terrängen runt Algarkirk är mycket platt. Runt Algarkirk är det ganska tätbefolkat, med 108 invånare per kvadratkilometer. Närmaste större samhälle är Boston, 9,3 km norr om Algarkirk. Trakten runt Algarkirk består till största delen av jordbruksmark.